# Иракубо
Иракубо (фр. Iracoubo) — коммуна во Французской Гвиане, заморском департаменте Франции.

## География
Коммуна расположена в Южной Америке во Французской Гвиане. К северу от города находится прибрежная зона, ведущая к Атлантическому океану. Соседними с Иракубо муниципалитетами являются Синнамари на востоке, Сен-Ели на юге и Мана на западе.

## Типология
Город, омываемый Атлантическим океаном на севере, также является прибрежным городом по смыслу закона от 3 января 1986 года, известного как прибрежный закон. Поэтому здесь применяются особые положения городского планирования для сохранения природных пространств, мест, ландшафтов и экологического баланса побережья, такие как, например, принцип нестроительства, за пределами урбанизированных пространств, на береговой линии 100 метров или больше, если это предусмотрено местным градостроительным планом.

## Администрация
| Период    | Имя                      | Партия        |
| --------- | ------------------------ | ------------- |
| до 1899   | Жан Батист Антуанетта    |               |
| 1900-1906 | Джозеф Эли Кастор        |               |
| 1949-1977 | Эдме Лама                |               |
| 1995-2001 | Жорж Отили               | Разные левые  |
| 2001-2014 | Даниэль Мангал           | Разные правые |
| 2014-2020 | Корнели Селлали Буа-Блан |               |
| 2020-2026 | Селин Реджис             |               |

## Достопримечательности
- Церковь Святого Иосифа
- Часовня Святой Катери-Текаквита в Бельвю. Часовня посвящена Святой Катери Текаквите
- Часовня Тру-Пуассон
- Церковь Органабо